# Sieradz
Pour les articles homonymes, voir Sieradz (homonymie).
Sieradz (prononcé en polonais : /ˈɕerat͡s/) est une ville du centre de la Pologne. Située sur la rivière Warta, elle est le siège d’un district (powiat) et fait partie de la voïvodie de Łódź.

## Histoire
Sieradz est une des plus anciennes villes de Pologne. Les fouilles archéologiques montrent que le site esy déjà habité au VIIe siècle. Une place forte apparaît au XIe siècle. Le géographe arabe Al Idrissi mentionne Sieradz en 1154 et la met sur le même pied que Gniezno, Cracovie et Wrocław. 
Elle est la capitale d'un des duchés de la Pologne pendant le démembrement territorial du pays, au XIIIe siècle, le duché de Sieradz et Łęczyca (voir le Royaume de Pologne (1138–1320)) 
Conrad Ier de Mazovie accorde à Sieradz les privilèges urbains vers 1250. À la fin du XIVe siècle, un nouveau château remplace le vieux fort. Le développement de la ville est freiné par les attaques tatares et tchèques, et au XIVe siècle, par les Teutoniques.      
Du XIIIe au XVe siècle, 15 assemblées générales des nobles se tiennent à Sieradz pour désigner un roi. Le 26 février 1383, c’est à Sieradz que l’on confirme à l’ambassadeur de Hongrie que la reine de Pologne sera Hedwige d’Anjou, la fille de Louis Ier de Hongrie. En 1432, la noblesse polonaise, réunie à Sieradz, reconnaît le droit au fils du roi Ladislas II Jagellon de lui succéder. En 1445, c’est encore à Sieradz que les nobles choisissent Casimir IV Jagellon comme roi.
C’est à la Renaissance que la ville connaît son apogée. Au début du XVIe siècle, 162 artisans y sont établis, regroupés en 12 corporations, notamment les drapiers, les pelletiers et les tailleurs. Le commerce est très développé. Les marchés attirent des acheteurs étrangers, qui viennent parfois d’Espagne ou du Portugal. Les guerres avec la Suède, des incendies et des épidémies de peste expliquent le déclin de la ville du XVIIe siècle jusqu’à la moitié du XVIIIe siècle.  
À la fin du XVIIIe siècle, la ville commence lentement à se reconstruire. Elle compte 1500 habitants, 191 maisons d’habitation et 80 artisans représentant 21 métiers. 
Après les partages de la Pologne, les habitants participent activement à tous les combats pour l’indépendance, que la Pologne retrouve enfin en novembre 1918. L’entre-deux-guerres est une période dorée pour Sieradz. L’industrie et l’artisanat dépassent très vite la production d’avant-guerre, la vie culturelle se développe.
Le 1er septembre 1939 éclate la Seconde Guerre mondiale. Le 3 septembre, des combats âpres se déroulent sur la rivière Warta auxquels participe l'officier Edmund Zalcensztajn, lieutenant d'infanterie. Il est fait Héros de la Pologne en raison des combats menés pour l'indépendance de la Pologne avec d'autres camarades de l'armée polonaise.
Les chercheurs polonais Battlefield et l'historien Andrzej Wesołowski, qui travaillent sur les évènements de septembre 1939, ont localisé des lieux directement associés aux combats, à la présence d'artillerie et aux événements enregistrés dans les récits (polonais et allemands). C'est avec les actions de la 8e batterie du 10e PAL (10e régiment d'infanterie légère de Lodz), commandée par le capitaine Michał Zaorski, que sont liés les événements les plus sanglants de la rivière Warta en 1939. Le 9 novembre, la ville est annexée par le Troisième Reich. 
Le poste d'observation de la batterie est situé près du bunker polonais, juste avant le village de Mnichów. C'est là, avec le poste d'éclaireurs et de téléphonistes, que le capitaine Zaorski combat. Les feux tirés depuis la batterie de canons dans la forêt sont dirigés par le second lieutenant Edmund Mendel Zalcensztajn (1910-2004 ; sa famille vit actuellement à Haïfa, en Israël). Le feu des obusiers de la 8e batterie est dirigé vers Dzigorzewo et Charłupia Mała, où les mouvements des troupes allemandes sont remarqués.
Les rapports rédigés par le XIIIe corps d'armée allemand et de la 10e division d'infanterie allemande pour le 4 septembre contiennent des informations selon lesquelles les principales lignes d'infanterie et la rive ouest sont sous le feu constant de l'artillerie polonaise. L'artillerie lourde polonaise bombarde également constamment la zone du pont près de la caserne, empêchant sa reconstruction. Le quartier général du 20e régiment d'infanterie, situé dans la caserne des sapeurs de Sieradz, et les postes d'observation sont également bombardés.
Dès septembre 1939, les Allemands s’efforcent d’effacer toute trace du passé polonais de Sieradz en brûlant tous les écrits polonais, rebaptisant les rues et détruisant les statues et les plaques commémorant les événements historiques. En réponse, des mouvements de résistance sont apparus, combattus avec acharnement par la Gestapo.
Le 23 janvier 1945, l’Armée rouge libère une ville, qui a perdu une grande partie de ses habitants et est en partie détruite. Sieradz est repeuplée après la guerre, la reconstruction du tissu industriel nécessitant une main-d’œuvre importante.

## Tourisme
À voir :
- une ancienne maison du XVe siècle
- le musée archéologique et ethnographique
- l'église et le couvent des Dominicains du XVIIe siècle
- l’église paroissiale gothique avec des sculptures du Moyen Âge
- à l’emplacement du château de Casimir III le Grand, en ruine, une bourgade
- à Tubądzin, à côté de Sieradz, le musée des intérieurs dans un vieux manoir